# 桐生町
桐生町（きりうまち）は、岐阜県高山市の町域。一～八丁目がある。郵便番号は506-0004.

## 概要
高山市中心市街地北部、宮川と苔川に挾まれた地域に位置する。
北から反時計回りに同市本母町, 冬頭町, 下岡本町, 岡本町, 花岡町, 初田町, 総和町, 七日町, 大新町, 松本町に隣接する。

## 由来
桐の木がよく適合して生えたことによる植生地名。

## 沿革
- 江戸期 - 飛騨国大野郡灘郷に桐生村が成立。
- 明治8年 - 桐生村が23箇村と合併して大名田村となり、その大字桐生となる。
- 明治22年4月1日 - 町村制施行。大野郡大名田村（のちの大名田町）大字桐生としてそのまま存続。
- 明治25年 - 大名田村が分村し、桐生は灘村の大字となる。
- 大正15年 - 灘村が高山町へ編入され、その大字桐生となる。
- 昭和11年 - 高山町が大名田町と合併して高山市となり、その大字桐生となる。
- 昭和17年 - 大字桐生が桐生町となる。

## 交通

### 鉄道
町域南西の境界線に沿ってJR高山本線が走る。
最寄り駅は南方の高山駅。

### バス
町域に「桐生町三丁目」等のバス停があり、高山駅併設の高山濃飛バスセンターから濃飛バスでのアクセスが可能。